# Badi al-Zaman Mirza
Badi al-Zaman Mirza (? - 25 de març de 1603) fou un príncep timúrida de Badakhxan, dels anomenats mirzes del Badakhxan.
Els timúrides van perdre Badakhxan el 1499 quan va passar a mans de Khusraw Shah i dels uzbeks shibànides el 1503. Llavors es va produir l'aixecament nacional dirigit per Mubarak Shah i Zubayr Raghi, que van tenir com a quarter general la fortalesa que van anomenar Kala-i Zafar (Fortí de la Victòria); els uzbeks foren rebutjats i el príncep timúrida Nasir Mirza (Nasir Mirza Mihran Shah), germà de Bàber, cridat per combatre contra els uzbeks, fou proclamat rei el febrer del 1505. Al cap de dos anys, però, a causa de divergències amb els caps rebels, fou expulsat del tron i els dos caps rebels van conservar el control. El 1508, Sultan Ways Mirza (conegut com a Mirza Khan), fill de Sultan Mahmud Mirza, es va presentar al país (amb consentiment de Bàber) i fou rebut a Kala-i Zafar on Mubarak Khan havia mort feia poc a mans de Zubayr Raghi. Aquest s'oposava a reconèixer Ways Mirza com a sobirà, i fou assassinat; llavors van entrar al país els ismaïlites de Kuhistan, dirigits per Radi al-Din, i es van apoderar de la major part del país. Però la primavera del 1509, Radi al-Din va morir en una batalla i el seu cap portat a Ways Mirza, que era a Kala-i Zafar, que va poder governar fins a la seva mort el 1520. Llavors el va succeir el seu fill infant Sulayman Mirza però Baber el va deposar i va nomenar governador al seu propi fill Humayun (després emperador), que va restar-hi fins al 1529, quan fou cridat pel seu pare a l'Índia i el va substituir el seu germà Mirza Hindal (Abu Nasr Muhammad Hindal). Al marxar Humayun, Said Khan de Kaixgar va intentar apoderar-se del Badakhxan però fou rebutjat i Bàber va cedir el principat a Sulayman al que Said Khan també va finalment reconèixer (1530). Sulayman (+ 1589) va governar uns quants anys i el 1575 va renunciar a favor del seu net Shah Rukh Mirza ibn Ibrahim; encara que el shibànida Abd Allah ibn Iskandar va ocupar Kunduz el 1584, pocs anys després el Badakhxan tornava a estar en mans dels timúrides. Les fonts no coincideixen en els relats; el Tarikh-i Irakimi diu que Badi al-Zaman Mirza va matar a Shah Rukh Mirza i el va substituir (data no assenyalada), però l'Akbar-nama d'Abu l-Fadl Allami diu que va morir al llit el 1607. Vers 1599/1601 es va acabar la dinastia shibànida i Badakhxan on ja regnava Badi al-Zaman va reconèixer la nova dinastia, però el 1603 quan els safàvides van envair el territori de Balkh, va obrir negociacions amb l'emperador Jahangir; els safàvides foren rebutjats i les negociacions amb Jahangir no van fructificar, i els jànides van envair el país; van conquerir Kunduz i Badi al-Zaman va morir tot seguit en la lluita. Els jànides haurien nomenat llavors a Mirza Muhammad Khan, fill de Shah Rukh, per governar, però al cap d'un any fou assassinat per un pretendent shibànida que s'havia refugiat al país. Llavors formà part directement del kanat de Bukharà.